# Les Bas-fonds new-yorkais
Pour plus de détails, voir Fiche technique et Distribution.
Les Bas-fonds new-yorkais (Underworld U.S.A) est un film américain, sorti en 1961 et réalisé par Samuel Fuller, avec Cliff Robertson et Dolores Dorn.

## Synopsis
Le jeune Tolly Devlin voit son père se faire tabasser à mort par les membres d'un gang de délinquants, à l'âge de quatorze ans. Devenu adulte, il prépare sa vengeance envers les assassins de son père, qui sont désormais au sommet de la pègre new-yorkaise...

## Fiche technique
- Titre : Les Bas-fonds new-yorkais
- Réalisation : Samuel Fuller
- Scénario : Samuel Fuller
- Photographie : Hal Mohr
- Montage : Jerome Thoms
- Producteur : Samuel Fuller
- Musique : Harry Sukman
- Costumes : Bernice Pontrelli
- Pays :  États-Unis
- Durée : 99 minutes
- Dates de sortie : 
  - États-Unis : 13 mai 1961
  - France : 2 août 1961

## Distribution
- Cliff Robertson : Tolly Devlin
- Dolores Dorn : Cuddles
- Beatrice Kay : Sandy
- Paul Dubov : Gela
- Robert Emhardt : Earl Connors
- Larry Gates : John Driscoll
- Richard Rust : Gus Cottahee
- Gerald Milton : Gunther
- Alan Gruener : Smith
- David Kent : Tolly Devlin à 14 ans
- Tina Rome (sous le nom de Tina Pine) : une femme
- Sally Mills : Connie Fowler
- Robert P. Lieb : un agent

Acteurs non crédités
- Peter Brocco : Vic Farrar
- Tom London : un vieil ivrogne

## Critiques
- Bernard Stora, dans Contre-Champ[1], après avoir souligné « la fidélité - l'étrange fidélité - de l'ancien reporter criminel à une certaine vision de la réalité humaine, sociale ou politique, à un certain type de narration », estime que « le plaisir et l'intérêt que l'on peut prendre aux Bas-fonds new-yorkais [...] sont des plus ambigus ».
- Pour le magazine Télé 7 jours, Les Bas-fonds new-yorkais est « une série noire exemplaire, réalisée au cordeau. Suspense et efficacité. Un film à voir ou à revoir »[2].